# Прогресул (Ботошани)
Прогресул (рум. Progresul) насеље је у Румунији у округу Ботошани у општини Дорохој. Oпштина се налази на надморској висини од 168 m.

## Становништво
Према подацима из 2002. године у насељу је живело 281 становника, од којих су сви румунске националности.